# Ємуртлинське сільське поселення
Ємуртли́нське сільське поселення (рос. Емуртлинское сельское поселение) — муніципальне утворення у складі Упоровського району Тюменської області, Росія.
Адміністративний центр — село Ємуртла.

## Населення
Населення — 2206 осіб (2020; 2290 у 2018, 2403 у 2010, 2619 у 2002).

## Склад
До складу поселення входять такі населені пункти:
| Населений пункт       | Населення, осіб (2002) | Населення, осіб (2010) |
| --------------------- | ---------------------- | ---------------------- |
| Бердюгіно, село       | 151                    | 128                    |
| Ємуртла, село         | 709                    | 724                    |
| Ємуртлінський, селище | 818                    | 701                    |
| Кашаїр, присілок      | 195                    | 174                    |
| Октябрський, селище   | 302                    | 304                    |
| Первомайський, селище | 112                    | 96                     |
| Слободчики, село      | 257                    | 229                    |
| Стара Нерпа, присілок | 75                     | 47                     |